# Impacto da tecnologia nos protestos
A tecnologia está cada vez mais presente na vida do ser humano. Não é diferente nos protestos, que têm ocorrido com mais frequência e escala na década de 2010-2019. Essa intensificação dos protestos pode ser atribuída a diversos fatores, de governos contemporâneos em adotar medidas antidemocráticas, fascistas ou autoritárias (como exemplificado pelas recentes declarações do governo brasileiro sobre a possível reintrodução do AI-5). 
Além disso, podemos destacar mais um motivo para essa intensificação dos protestos: a revolução da informação. Esse fenômeno levou o mundo uma fluidez e velocidade de circulação de informações em constante crescimento, diretamente proporcional à evolução da tecnologia.

## Revolução da informação e protestos
Graças à era da revolução da informação, que recomeçou em meados de 1980, foi possível que as pessoas conseguissem entrar em contato umas com as outras, em qualquer lugar do mundo, de forma anônima e segura.
Entre 1986 e 2007, houve um aumento de 30% ao ano na capacidade de troca de informação e de 60% ao ano na capacidade computacional.  Esses são são alguns dos fatores que contribuíram para essa facilidade de comunicação.  Dentre os exemplos de sistemas que permitem essa comunicação, podemos destacar 3 ferramentas: Tor, Telegram e as redes sociais. Além disso, uma consequência direta dessa revolução na economia foi uma mudança no capitalismo, gerando o chamado capitalismo informacional.

### Tor
O Tor (The Onion Router) é um navegador web que usa um sistema que proporciona navegação anônima e segura na dark web. Apesar de ser mal vista por muitos, é uma ferramenta que possibilita a comunicação entre pessoas que vivem em regiões com sistemas de governos autoritários e opressores. Recentemente, a BBC colocou seu conteúdo no Tor, alegando que todos tinham o direito a informação.
Para garantir a proteção, o Tor, que tem esse nome por que, assim como na "cebola ("onion" em inglês)", tenta criar camadas de comunicação, repassando as requisições de usuários em usuários, até chegar no destino final da requisição. Durante todo o processo, as mensagens estão criptografadas com os protocolos como criptografia simétrica (AES), chave pública (RSA, ElGamal), e o protocolo de Diffie-Hellman para troca de chaves.

### Telegram
O Telegram é um aplicativo de troca de mensagens que oferece uma comunicação menos segura que o Tor, utilizando um sistema de mensagens criptografadas. Em contrapartida, é bem mais simples de usar e possui um recurso de exclusão automática de mensagens. É utilizado, entre outras coisas, para divulgação de estratégias de protestos. Contudo não é infalível, como demonstrado em um caso recente no Brasil, onde o jornal The Intercept divulgou conversas no telegram do ex-ministro da Justiça e Segurança Pública Sérgio Moro, na época juiz federal responsável pela Operação Lava Jato, e do procurador da República Deltan Dallagnol, chefe da força-tarefa da Operação Lava Jato. Nas conversas, ambos discutiam de forma ilegal a prisão do ex-presidente Luiz Inácio Lula da Silva.

### Redes Sociais
Recentemente, o Twitter e Facebook anunciaram que baniram quase 1.000 contas vinculadas a ataques do governo chinês aos protestos de Hong Kong, além de suspender temporariamente cerca de 200.000 contas. O motivo foi a manipulação. Porém, as redes sociais têm responsabilidade no controle de fakenews, e o Facebook, por exemplo, não tem dado o devido valor a essa responsabilidade, tomando poucas ações para combatê-las.

## Hackativismo
Usar a tecnologia a favor ou contra os protestos pode ser, por definição, hackativismo . Isso vai depender da finalidade do protesto. Afinal, como a própria definição diz, hacktivismo envolve escrever códigos ou manipular bits em nome de ideologias políticas, a fim de promover a liberdade de expressão e direitos humanos. Dois grandes conhecidos grupos de hacktivistas da atualidade são os Anonymous e o WikiLeaks.

### Anonymous
Coletivo de hackers e ativistas digitais, declarou guerra ao Estado Islâmico (ISIS) em novembro de 2015, após os ataques terroristas em Paris, denunciando várias contas em redes sociais, e expondo informações sensíveis relacionadas ao grupo.

### WikiLeaks
Foi fundado em 2006 e, em 2008, publicou mais de 10.000 documentos de políticos britânicos que tentaram banir imigrantes de estados mulçumanos. Ganhou notoriedade em 2010 quando denunciou os abusos praticados pelos Estados Unidos na guerra do Iraque, que deixou mais de 60.000 civis mortos. Em 2016, divulgou e-mails da candidata à presidência Hillary Clinton, nos quais ela criticava o candidato Barnie Sanders por apoiar acordos climáticos em Paris.

## Impacto da tecnologia nos protestos ao redor do mundo
Podemos observar o crescimento de protestos em diversos países durante o período do neoliberalismo francês, chinês, chileno, brasileiro, espanhol, entre outros. Na França, gerou, entre outros movimentos, os protestos dos coletes amarelos. Na China, resultou nos protestos de Hong Kong. No Brasil, embora não tenha sido o maior protesto da década, é importante destacar a mobilização dos indígenas em 2017.

### Tecnologias nos protestos do Brasil
Com a evolução da tecnologia e sua crescente presença em nossas vidas, foi criado uma dependência das pessoas mediante essas tecnologias. Foi a partir desse contexto que, em 2017, o grupo indígena Guaraní, no Brasil, para chamar atenção para as causas dos povos originários, cortaram uma antena de TV e desligaram as luzes no Pico do Jaguará, o ponto mais alto de São Paulo. Após a informação dos possíveis acidentes aéreos que o corte das luzes poderiam gerar, eles religaram, mas mantiveram os sinais de TV desligados, em defesa de suas causas.

### Tecnologias nos protestos em Hong Kong
Os protestos em Hong Kong começaram em reação a uma nova lei de extradição que fere os direitos e a liberdade dos moradores de Hong Kong. Embora os manifestantes tenham conquistado parte de suas demandas, isso não foi suficiente para encerrar os protestos. Até conseguirem ganhar as causas, a repressão policial foi intensa, e outras alegações surgiram. Os protestos continuaram. Esses protestos foram marcados, também, pela forte presença da tecnologia, tanto na parte dos protestantes quanto do governo. 
Entre as características dos protestantes, podemos destacar:
- Ativismo Online

Grande parte das ideias por trás dos protestos em Hong Kong foi originada em um fórum online chamado LIHKG, com decisões tomadas de forma coletiva. Além disso, o Telegram foi amplamente utilizado para comunicação criptografada, com o objetivo de evitar a espionagem governamental, que tem se intensificado na fiscalização do dia a dia da população.
Outra iniciativa importante foi a criação de um aplicativo chamado "HKmap.live", que usa crowdsourcing mapear e informar a localização tanto dos policiais quanto dos protestantes.
- Doxing

Doxing é uma tática que visa disseminar informações pessoais do alvo. No caso de Hong Kong, além do grupo Anonymous ter espalhado dados de mais de 600 oficiais, o New York Times noticiou a existência de um grupo de Telegram chamado “Dadfindboy”, com mais de 50.000 membros. Esse grupo compartilhava imagens e informações de familiares dos oficiais, frequentemente acompanhadas de uma linguagem abusiva.
- AirDropBroadcast

Os protestantes utilizavam a ferramenta AirDrop, da Apple, que permite a transferência de dados entre dispositivos iOS localmente, divulgar informações sobre os protestos aos turistas. Para atrair os turistas, eles usavam QR codes que diziam ser uma oferta de 'dinheiro grátis'. No entanto, ao escanear, os turistas eram redirecionados para informações detalhadas sobre a situação dos protestos, expondo a realidade local. 
- P2P Mesh Broadcasting

Dada a facilidade com que o SMS, e-mail e WeChat são monitorados pelo governo, além das ameaças de corte da internet em casos de estado de emergência, os protestantes criaram meios de comunicação alternativos, como a internet de smartphones ad hoc. Um exemplo é o uso do software Bridgefy, que permite a criação de uma rede de comunicação via Bluetooth entre dispositivos. Embora não seja totalmente seguro, o Bridgefy oferece uma alternativa para enviar dados criptografados quando há uma mensagem direcionada a um destinatário específico.
- Crowdfunding

Lançamentos de crowdfunding foram realizados para apoiar os protestos. Segundo o New York Times, até junho, foram arrecadados 700 mil dólares para campanhas publicitárias internacionais, com o objetivo de levar a questão ao G20.

### Tecnologias e protestos na Espanha
Na Espanha,ocorreram uma série de protestos organizados pelo movimento catalão em busca da independência. A organização desses protestos ficou a cargo do grupo Tsunami Democratic. Para facilitar a comunicação entre os manifestantes, o grupo desenvolveu um aplicativo de comunicação para dispositivos Android. O sistema avisa, em tempo real, onde estão acontecendo os protestos, seja em grupo ou individualmente, além de informar a localização dos policiais. Cada usuário convidado ao aplicativo recebe um QR Code, que permite convidar apenas uma pessoa adicional, uma medida tomada para evitar infiltrações de policiais no sistema.